# Ruth Dahlin
Ruth Dahlin är en svensk före detta friidrottare (sprinter). Hon tävlade för klubben Kvinnliga SK Artemis. 